# Новоржев
Новоржев — місто (з 1777) в Росії, адміністративний центр Новоржевського району Псковської області. Утворює муніципальне утворення «Новоржев» (зі статусом «міське поселення» — у межах міста).

## Географія
Знаходиться за 140 кілометрів на південний схід від Пскова, в рівнині при відрогах Бежаницької височини. Місто розташоване між двома озерами, Росца та Орша, і розділений на дві половини каналом, яким з'єднані озера.

## Історія
1396 року новгородці заснували для боротьби з литовцями фортеця Ржева, запустіння якої призвело до зміни назви на Ржева Порожня. Після чергового руйнування в 1536 році керування Пусторжевським повітом (створений трьома роками раніше) було переведено на південь від — до фортеці Заволоччя, що знаходиться у витоках річки Великої .
У XVIII столітті в районі початкового місця фортеці знаходився погост Аршо. У 1777 році даний населений пункт був за наказом Катерини II перетворений в місто Новоржев, який став повітовим центром. У 1796 році місто в зв'язку зі скасуванням Новоржевського повіту отримало статус заштатного, але в 1802 році Новоржевський повіт був відновлений.
У 1781 році був затверджений герб міста: «У верхній частині щита — герб губернського міста Пскова, в нижній — в золотому полі 3 волоска пеньки, пов'язані та які означають достаток цього зростання в околицях міста».

## Економіка
- Льонозавод (закритий)
- Швейна фабрика (закрита)
- Лісопереробних підприємств «Зорд» (закритий)
- Хлібозавод
- Молокозавод (закритий)
- Фірма ТОВ «Кабелі й дроти.»